# Radna služba mladeži u NDH
Radna služba u NDH propisana je na prijedlog ministarstva domobranstva zakonskom odredbom od 5. svibnja 1941. godine. Provedba je povjereno ministarstvu domobranstva.
Odredbom je obuhvaćena cjelokupna muška mladež koja nije bila uposlena ni u kojoj grani privredne djelatnosti. Dobna skupina koju je obuhvaćala su mladići od navršene 15. godine do navršene 18. godine života te cjelokupna sveučilišna mladež. Radna služba vršila se u radnim jedinicama i pod nadzorom ministarstva domobranstva. Trajala je četiri mjeseca. Istom odredbom propisana je i vojnička prednaobrazba u NDH.

Provedbena naredba koja je regulirala vojničku prednaobrazbu i radnu službu mladeži donesena je 7. svibnja 1941. godine, a potpisnik je bio ministar domobranstva.
Određeno je da svi učenici zagrebačkih srednjih škola, preparandija i njima sličnih škola od navršene 15. godine do navršene 18. godine se imaju javiti 19. svibnja 1941. u 8 sati ujutro na Stadionu u Maksimiru. Sva muška sveučilišna mladež morala se javiti u 8 sati ujutro 14. svibnja 1941. na Stadionu kod Maksimira. Određeno je da će se učenici srednjih škola, preparandija i njima sličnih škola izvan Zagreba, kao i sveučilištarci izvan Zagreba ustrojiti po posebnom pravilniku u satnije u mjestima svog stalnog boravišta 26. svibnja 1941. godine. Od provedbe je izuzeta ona mladež iz prethodnih skupina koja se nalazi u namještenju ili je zaposlena u kakvoj privrednoj djelatnosti kao n. pr. seljačka djeca, koja sudjeluju na radovima u polju.
Također je uređeno da će se djačkim satnijama priključiti i ona mladež od navršene 15. godine do navršene 18 godine, koja ne polazi škole ali je bez zaposlenja kako u gradovima, tako i po selima. U Zagrebu su se ovakovi pojedinci morali javiti osobno u uredu Akademskog Ustaškog Stožera, Preradovićeva ulica 17 (dvorišna zgrada) od 7. svibnja pa do 25. svibnja 1941. zaključno, dok u svim ostalim mjestima se ta mladež priključila 26. svibnja 1941. mjesnim zapovjedništvima satnija.
Svi bivši ustaški povjerenici na srednjim školama, preparandijama i njima sličnim školama izvan Zagreba
imali su se javiti u Zagrebu u 8 sati ujutro 14. svibnja 1941. na Stadionu kod Maksimira. Bilo je određeno da će svima ovim povjerenicima njihov Mjesni Ustaški Stožer izdati pismenu potvrdu na temelju koje će dobiti besplatnu kartu do Zagreba. Bilo je određeno da će ovi povjerenici proboraviti u Zagrebu više dana, a najdalje do 24. svibnja 1941. godine.
Organizaciju svega rada imao je izvršiti Ustaški akademski stožer uz pomoć odredjenih vojnih osoba, kao i osoba sposobnih i prokušanih za rad s mladeži. Bolesni pojedinci bili su oslobodjeni uz predočenje liječničke svjedodžbe, izdane od službenog liječnika u pojedinom mjestu na temelju besplatnog liječničkog pregleda.
Organizaciju radne službe, odabiranje područja i vrstu rada imal su zajednički urediti zapovjedništvo vojničke prednaobrazbe i radne službe mladosti s organima odjela za tehničke radove. Ministar zdravstva imao je odrediti liječnike za pregled mladeži prije stupanja na vojničku prednaobrazbu i radnu službu, kao i liječnike u radnim jedinicama.
Tko nije bio izuzet od zakonske odredba a nije se odazvao, snosio je sve posljedice u svojim društvenim odnosima (namještenja, školovanja i si.), "kako danas, tako i u budućnosti".